# Cinemes Girona

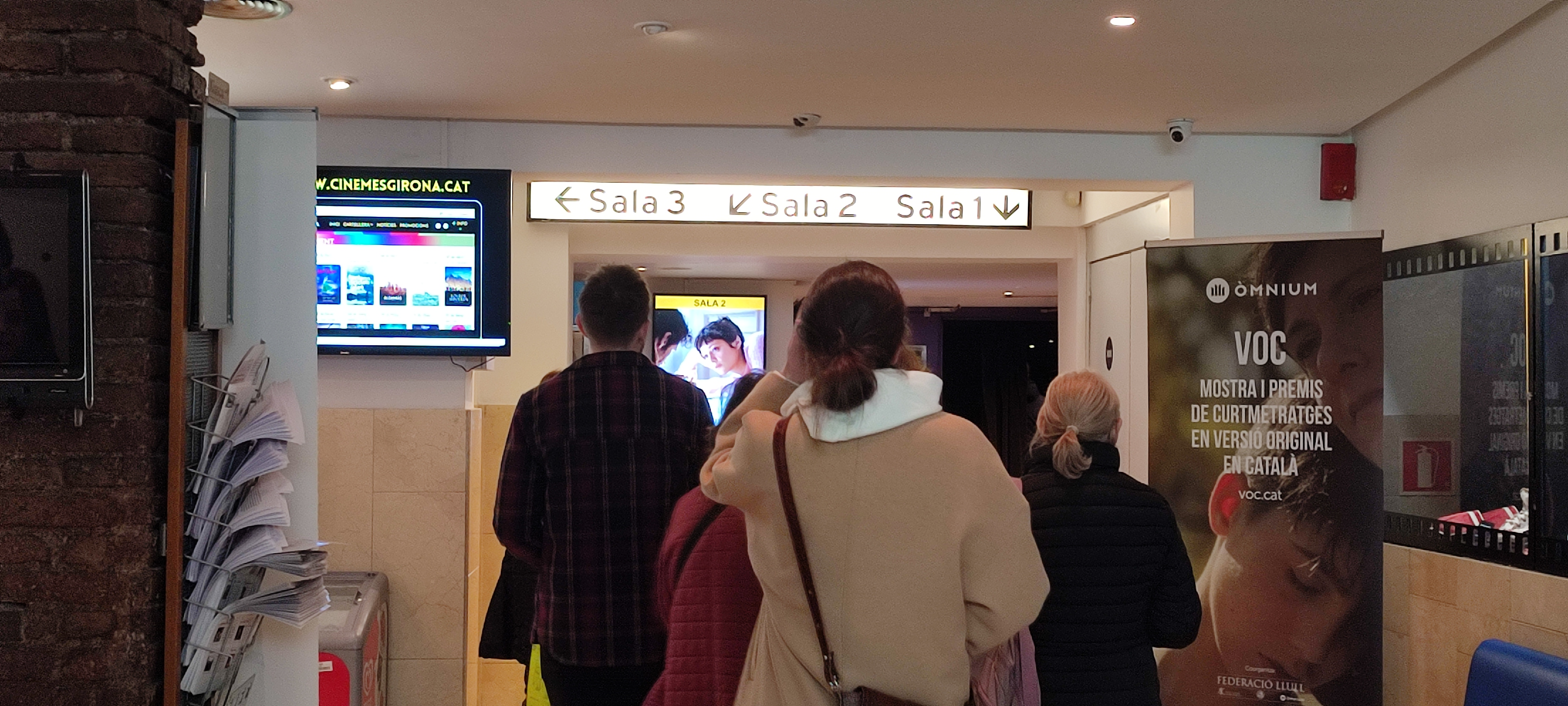
Interior dels Cinemes Girona.

Els Cinemes Girona són una sala d'exhibició cinematogràfica oberta el 10 de març del 2010 al 175 del carrer de Girona de Barcelona, al peu del barri de Gràcia. Destaca per projectar films en versió original, independents i d'autor i per apostar pel doblatge i els subtítols en català.
Inicialment, van obrir el 1936 amb el nom de Cine New York. D'aleshores ençà ha rebut diversos noms i sofert diverses remodelacions. L'última va ser el 2009, quan Toni Espinosa i sis altres individus van assabentar-se que la sala es veuria forçada a tancar i van decidir de donar-li una vida nova. Actualment, Espinosa és el director dels Cinemes Girona.
Al llarg de l'any acull diverses mostres de cinema, com ara la Mostra de Cinema Dia de Brasil, el Festival de Cinema i Drets Humans, el Festival Internacional de Cinema del Medi Ambient, l'Asian Film Festival Barcelona, l'Americana Film Fest i El Meu Primer Festival de Cinema.
Des del 2013, ofereixen 1 000 abonaments anuals a un preu reduït de 65 €. Aquesta promoció pretén motivar la població a anar més sovint al cinema, amb èmfasi en el jovent. El 2022, l'actor David Verdaguer va protagonitzar tres spots com a campanya d'aquests abonaments.
El 2022, van rebre el Premi Pepón Coromina per la tasca de difusió cultural que duen a terme.